# Giuseppe Guadagnini
Giuseppe Guadagnini (Milaan, 1736 - Pavia, 1805) was een Italiaans vioolbouwer. Hij was een zoon van de beroemde vioolbouwer Giovanni Battista Guadagnini. Hij was ook gekend met zijn bijnaam, il Soldato.
Hij begon als leerling en assistent van zijn vader maar verliet het familiebedrijf in Turijn. Giuseppe Guadagnini leefde in de schaduw van de roem van zijn vader. Hij was actief in meerdere Noord-Italiaanse steden, waaronder Milaan en Turijn. Meer precieze gegevens bestaan over zijn activiteit als vioolbouwer in 1760 in Parma, in 1763 in Como en in 1790 in Pavia waar hij zou blijven wonen tot zijn overlijden.